# Il ragazzo di Hong Kong
Il ragazzo di Hong Kong (Kentucky Jones) è una serie televisiva statunitense in 26 episodi trasmessi per la prima volta nel corso di una sola stagione dal 1964 al 1965. È una commedia drammatica incentrata sulle vicende di un rancher che adotta un bambino di dieci anni.

## Trama
Kenneth Yarborough "Kentucky" Jones, un rancher e veterinario di cavalli, dopo la morte della moglie, tenta di annullare l'adozione di Dwight Eisenhower "Ike" Wong, un bambino cinese orfano di dieci anni per il quale lui e la moglie avevano chiesto l'affidamento. Quando si accorge, però, che il bambino è già giunto in città e si trova all'aeroporto, Kenneth decide di tenerlo con sé nel suo ranch.
Kentucky viene aiutato nel suo ranch dall'amico Seldom Jackson, un ex fantino. A ronzargli intorno altri personaggi tra cui Annie Ng, un'amica di Seldom, e il padre di questa, Mr. Ng; Mr. Wong, un suo amico e l'assistente sociale Edith Thorncroft.

## Personaggi e interpreti
- Kentucky Jones (26 episodi, 1964-1965), interpretato da Dennis Weaver.
- Dwight Eisenhower 'Ike' Wong (26 episodi, 1964-1965), interpretato da Ricky Der.
- Seldom Jackson (7 episodi, 1964-1965), interpretato da Harry Morgan.
È un ex fantino e aiutante di Jones nel suo ranch.

### Guest star
Tra le guest star: Diane Brewster, Marlyn Mason, Emlen Davies, Dee J. Thompson, Eleanor Audley, Paul Fix, Jill Andre, Sammy Reese, Howard Van, Ed Peck, Joseph Mell, Frederic Downs, Eve Bruce, Lisa Lu, George Macready, Ralph Montgomery, Richard Bull, Strother Martin, William Bramley, Reginald Owen, Clarke Gordon, Gerald Jann, Harry Harvey, Tommy Lee (I), Elizabeth Shaw, Joe Maross, Len Lesser, Jess Kirkpatrick, Howard Dayton, Spring Byington.

## Produzione
La serie, ideata da Albert Beich e William H. Wright, fu prodotta da NBC e girata nei Desilu Studios a Culver City in California.
Alcuni episodi furono diretti da Buzz Kulik e sceneggiati da: Albert Beich (26 episodi, 1964-1965), William H. Wright (26 episodi, 1964-1965) e Jerome Ross (2 episodi, 1965).
Le musiche furono composte da Vic Mizzy, la sigla Main Theme Kentucky Jones, è stata pubblicata come retro del singolo Main Theme The Addams Family del 1964.

## Distribuzione
La serie fu trasmessa negli Stati Uniti dal 19 settembre 1964 al 10 aprile 1965 sulla rete televisiva NBC. In Italia è stata trasmessa con il titolo Il ragazzo di Hong Kong.
Alcune delle uscite internazionali sono state:
- negli Stati Uniti il 19 settembre 1964 (Kentucky Jones)
- in Spagna (Kentucky Jones)
- in Finlandia (Poikani on toista maata)
- in Italia (Il ragazzo di Hong Kong)

## Episodi
| Stagione       | Episodi | Prima TV USA |
| -------------- | ------- | ------------ |
| Prima stagione | 26      | 1964-1965    |